# Pseudotypocerus vittatus
Pseudotypocerus vittatus är en skalbaggsart som beskrevs av Chemsak och Linsley 1981. Pseudotypocerus vittatus ingår i släktet Pseudotypocerus och familjen långhorningar.
Artens utbredningsområde är Panama. Inga underarter finns listade i Catalogue of Life.